# Marguerite Delaporte
Marguerite Delaporte, född 1610, död efter år 1682, var en fransk giftmördare, en av de åtalade i den beryktade Giftmordsaffären.
Delaporte var änka efter en mästerbagare. Hon arbetade som siare och påstod sig att med hjälp av trollformler kunna se visioner i ett glas vatten. Hon hävdade att hon, då hon fick förfrågningar av kunder om när deras makar skulle dö, bara brukade säg att det var upp till guds vilja. Hon angavs dock som kund till Maitre Pierre, som beskrivs som den skickligaste giftblandaren i Frankrike. 
Pierre hävdade att Delaporte, liksom Marie Bosse, La Voisin och Catherine Trianon, alla köpte gift av honom. Det var i hennes hus La Voisin hade mött sin älskare Denis Poculot, som senare blev kidnappad av markis de Termes som krävde att Poculot skulle tillverka guld åt honom; Poculots frisläppande hade varit det ärende La Voisin presenterat på sin petition till kungen vid tiden för sin arrestering. Delaporte utpekades liksom la Pelletier av Marguerite Monvoisin för att ha medverkat i svarta mässor arrangerade av Etienne Guibourg för Madame de Montespan. 
Delaporte var en av de 14 personer, förutom Marie Monvoisin, Guibourg, Adam Lesage, Romani, Bertrand, Monsieur och Madame Vautier, Magdelaine Chapelain, Philippe Galet, Latour, La Pelletier, Lafrasse och La Belliere som hade haft direkt beröring med Madame de Montespan och därför tillhörde den grupp i Giftmordsaffären som fängslades på livstid med ett lettre de cachet.